# Liste von Mühlen an der Chomutovka
Die Liste von Mühlen an der Chomutovka gibt eine Übersicht über historische Wassermühlen an der Chomutovka (deutsch: Komotauer Bach, im Oberlauf Assigbach) unabhängig davon, ob sie noch existieren oder bereits verfallen und abgerissen sind. Es wurden etwa 40 Mühlenstandorte erfasst. Viele Mühlen existieren nicht mehr, einige sind umgebaut und dienen anderen Zwecken.

## Legende
- Lage: Ortsteil bzw. Gemarkung sowie Straßenname und Hausnummer. Der Link Standort führt zur Kartendarstellung.
- Objekt: Name der Mühle.
- Beschreibung: Angabe baulicher und geschichtlicher Einzelheiten, von Denkmaleigenschaften sowie ehemaligen Besitzern oder Bewohnern der Mühle.
- ÚSKP-Nr.: Mühlen, die unter Denkmalschutz stehen, werden hier eingetragen. Der Link Katalog führt zur tschechischen Denkmalliste. Ein ggf. vorhandenes Icon  führt zu den Angaben bei Wikidata.
- Bild: zeigt ein Bild der Mühle und gegebenenfalls einen Link zu weiteren Fotos.

## Liste von Mühlen an der Chomutovka-Kometau
Die Liste der ehemaligen Mühlen ist entsprechend der örtlichen Lage von der Quelle bis zur Mündung in die Eger gegliedert.
| Lage                                                      | Objekt                                                        | Beschreibung | ÚSKP-Nr.                  | Bild                                                          |
| --------------------------------------------------------- | ------------------------------------------------------------- | --- | ------------------------- | ------------------------------------------------------------- |
| Hora Svatého Šebestiána (Sankt Sebastiansberg) (Standort) | Abgerissene Mühlen von Sankt Sebastiansberg an der Chomutovka | ehem. Mühlen von Sankt Sebastiansberg am Großen Assigbach, nach 1945 verfallen, abgerissen in den 1950er Jahren, jetzt wüst. - Stadtmühle - Městský mlýn - Ölmühle Weschitz - Olejna mlýn - Kermer-Mühle - Gaber- oder Gerber-Mühle - Kleine Stadtmühle - Malý městský mlýn                                                                                     |                           | Abgerissene Mühlen von Sankt Sebastiansberg an der Chomutovka |
| Menhartice (Standort)                                     | Klaus-Mühle Merzdorf                                          | ehem. Klaus-Mühle Merzdorf – Pilský mlýn Menhartice; Sägemühle am Merzdorfer Bach (Menhartický potok), von 1861 bis 1903 im Besitz von Alfred Klaus, nach 1945 verfallen, um 1958 abgerissen (wüst), heute sind nur noch die Ruinen und Reste des Kaiser-Josef II.-Denkmals erhalten.                                                                           |                           | BW                                                            |
| Stráž 29 (Standort)                                       | Tschoschler Mühle                                             | ehem. Tschoschler Mühle – Mlýn v Stráži am Krimaer Bach (Křimovský potok) unterhalb vom Mühlteich, später ein Sägewerk und ein Jagdhaus. |                           | BW                                                            |
| Suchdol (Standort)                                        | Dritte Grundmühle am Assigbach                                | ehem. Dritte Grundmühle Dörnthal – Třetí Dolský mlýn am Assigbach im Grundtal (Bezručovo údolí); Besitzer war Robert Dörr (1930), in den 1950er Jahren abgerissen. | Wikidata-Objekt anzeigen  | Dritte Grundmühle am Assigbach                                |
| Bečov 14, 20, 22 (Standort)                               | Zweite Grundmühle am Assigbach                                | ehem. Zweite Grundmühle Petsch – Druhý Dolský mlýn am Assigbach im Grundtal (Bezručovo údolí); Schneidemühle, Brettmühle. Das einstöckige Fachwerkhaus ist erhalten geblieben, auf dem Gelände der Mühle jetzt eine Freizeitanlage, die Mühle selbst im Verfall.                                                                                                | Wikidata-Objekt anzeigen  | Zweite Grundmühle am Assigbach                                |
| Blatno 55 (Standort)                                      | Erste Grundmühle am Assigbach                                 | ehem. Erste Grundmühle Platten – První Dolský mlýn am Assigbach im Grundtal (Bezručovo údolí); das Areal wird derzeit als Freizeitanlage genutzt. | Wikidata-Objekt anzeigen  | Erste Grundmühle am Assigbach                                 |
| Chomutov, Bezručova 2148 (Standort)                       | Schwartzmühle; Hammermühle Komotau                            | ehem. Schwartzmühle, Hammermühle Komotau - Hamerský mlýn Chomutov, neben dem Hammerteich (Hamerský rybník), bereits 1710 als Schwartzmühle erstmals urkundlich erwähnt, um 1850 zur Hammermühle umgebaut, jetzt Café Hřebíkárna und gegenüber ein Kleinwasserkraftwerk MVE Chomutov.                                                                            |                           | BW                                                            |
| Chomutov, Bezručova (Standort)                            | Maxmühle Komotau                                              | ehem. Maxmühle Komotau – Maxův mlýn, Steinerova továrna Chomutov, abgerissen (wüst) |                           | BW                                                            |
| Chomutov, Kostelní 2006 (Standort)                        | Obermühle oder Rudolf Semel-Mühle Komotau                     | ehem. Obermühle oder Semel-Mühle Komotau (auch Görner- oder Stengl-Mühle) – Horní mlýn, Stenglův, mlýn Rudolfa Semela, Chomutov. Dreistöckige Mühle, erbaut 1879 als Kunstmühle, Besitzer: Rudolf Semel, im Dauerbetrieb bis 1945, seit 1951 stillgelegt und ohne Ausrüstung.                                                                                   |                           | BW                                                            |
| Chomutov, Úzká 48 (Standort)                              | Diezmühle Komotau                                             | ehem. Diezmühle Komotau – Dolní mlýn Chomutov; Diezmühle, nach 1945 verfallen, abgerissen, jetzt zum Areal der Weinkellerei VINECO - Vinné sklepy Chomutov s.r.o. (Chomutov, Lipská 2023/36) gehörend. |                           | BW                                                            |
| Chomutov, Lipská 769 (Standort)                           | Rothe Mühle, Genossenschaftsmühle Komotau                     | ehem. Rothe Mühle Komotau – Červený, Družstevní mlýn Chomutov. Genossenschaftsmühle, 1925 von der Konsum-Genossenschaft gekauft, erheblich erweitert, um eine Bäckerei ergänzt, auf Dampfkraft umgestellt und modernisiert. Der größte Teil des Geländes wurde bei der Verbreiterung der Straße in den 1980er Jahren abgerissen, die Mühle blieb jedoch stehen. |                           | BW                                                            |
| Chomutov, Tolstého (Standort)                             | Herrnmühle Komotau                                            | ehem. Herrnmühle Komotau – Panský, Wiedenův mlýn Chomutov; urspr. eine große Mühle am westlichen Stadtrand. Im Jahr 1948 wurde neben der Mühle ein Winterstadion erbaut und 2011 wurde die Mühle abgerissen. |                           | BW                                                            |
| Chomutov, Blatenská (Standort)                            | Weiskopf-Mühle, Rösselmühle Komotau                           | ehem. Weiskopf-Mühle, Rösselmühle Komotau – Weiskopfův mlýn Chomutov; urspr. eine kleinere Mühle am westlichen Stadtrand, in den 1980er Jahren abgerissen, in den 1990er Jahren ein Supermarkt (Chomutov, Blatenská 5342) errichtet. |                           | BW                                                            |
| Chomutov, Jakoubka ze Stříbra 377/19 (Standort)           | Graupenmühle, Dampfmühle Komotau                              | ehem. Graupenmühle, Dampfmühle Komotau – Krupník, Parní mlýn Chomutov; urspr. Standort am Obertor Horská brana, im 19. Jahrhundert verlegt auf die gegenüberliegende Straßenseite und auf Dampfbetrieb umgestellt. |                           | BW                                                            |
| Chomutov, U městských mlýnů (Standort)                    | Stadtmühle Komotau                                            | ehem. Stadtmühle Komotau – Městský mlýn Chomutov, urspr. eine mittelalterliche Mühle 50 m westlich der St. Ignatiuskirche, ab 1930 als Kaffeerösterei genutzt, ab 1952 für den Bau der Maschinenwerkstatt der städtischen Straßenbahn abgerissen. |                           | BW                                                            |
| Chomutov, Hálkova 224 (Standort)                          | Spitalmühle, Kuttelmühle Komotau                              | ehem. Spitalmühle, Kuttelmühle Komotau – Červený, Špitálský mlýn Chomutov; urspr. eine mittelalterliche Mühle am Heiliggeistspital errichtet, später im Empirestil erneuert, um 1980 im Rahmen der Sanierung des historischen Stadtkerns abgerissen. In der Nähe befindet sich die sog. Teufelsmühle (býv. Čertův mlýn Chomutov, Riegrova 762/7).               |                           | BW                                                            |
| Chomutov, Křivá (Standort)                                | Theussermühle, Deisermühle Komotau                            | ehem. Theussermühle oder Deisermühle Komotau – Theussův mlýn Chomutov; eine historische Mühle mit großem Ausrüstungsbereich, um 1900 als Zweigstelle der Uhrenfabrik Schlenkler & Kienzle neu erbaut, war bis 1952 in Betrieb, danach für die Erweiterung des Rohrwalzwerks abgerissen.                                                                         |                           | BW                                                            |
| Chomutov, Vodní (Standort)                                | Staudenmühle Komotau                                          | ehem. Staudenmühle Komotau – Staudenův mlýn Chomutov; historische Mühle zwischen Chomutov und Údlice. Im Jahr 1891 von den Brüdern Mannesmann gekauft, um ein Stahlwalzwerk zu errichten, nach 1945 Válcovny trub n.p. Das Unternehmen ging in den 1990er Jahren in Konkurs und 2012 wurde der gesamte Komplex abgerissen.                                      |                           | Staudenmühle Komotau                                          |
| Údlice (Standort)                                         | Vogelmühle Eidlitz                                            | ehem. Vogelmühle Eidlitz – Ptačí mlýn Údlice. Die Mühle zwischen Údlice und Chomutov war bereits 1930 nicht mehr in Betrieb und wurde um 1963 abgerissen. |                           | BW                                                            |
| Údlice, Jirkovská 116 (Standort)                          | Gerner-Mühle Eidlitz                                          | ehem. Gerner-Mühle Eidlitz – Gernerův mlýn Údlice; Mühle mit barockem Speicher aus dem 18. Jahrhundert, jetzt ein Wohnhaus |                           | BW                                                            |
| Údlice, Revoluční 42 (Standort)                           | Schneibidl-Mühle Eidlitz                                      | ehem. Schneibidl-Mühle Eidlitz – Schneibidlův mlýn Údlice; Besitzer war Rudolf Schneibidl (1930) |                           | BW                                                            |
| Přečaply 14, OT von Údlice (Standort)                     | Pritschapler Mühle                                            | ehem. Pritschapler Mühle – Přečapelský mlýn, alte Mühle um 2000 abgerissen, jetzt steht an deren Standort ein Wohnhaus |                           | BW                                                            |
| Hořenec 33, OT von Nezabylice (Standort)                  | Horschenzer Mühle                                             | ehem. Horschenzer Mühle – Hořenecký mlýn; Mühle wurde in den letzten Jahren zu einer Luxusresidenz umgebaut und erweitert. |                           | BW                                                            |
| Bílence (Standort)                                        | Bielenzer Mühle                                               | ehem. Bielenzer Mühle – Bílenecký mlýn am Komotauer Bach; in den 1930er Jahren stillgelegt, urspr. gemeinsamer Mühlgraben mit der Wodierader Mühle (Voděradský mlýn), in der zweiten Hälfte des 20. Jahrhunderts verfallen und abgerissen. |                           | BW                                                            |
| Voděrady, OT von Bílence (Standort)                       | Wodierader Mühle                                              | ehem. Wodierader Mühle – Voděradský mlýn; in den 1930er Jahren stillgelegt, urspr.gemeinsamer Mühlgraben mit der Bielenzer Mühle (Bílenecký mlýn), später verfallen und abgerissen. |                           | BW                                                            |
| Škrle, OT von Bílence (Standort)                          | Skyrler Mühle                                                 | ehem. Skyrler Mühle – Škrlský mlýn; urspr. eine herrschaftliche Mühle, gehörte zum Schloss Skyrl und war bis 1875 im Besitz des Zisterzienserklosters Osek, danach Dorfmühle, abgerissen (wüst) |                           | BW                                                            |
| Zálezly 28, OT von Velemyšleves (Standort)                | Saleseler Mühle                                               | ehem. Saleseler Mühle – Zálezelský mlýn; Dorfmühle aus dem späten 19. Jahrhundert, auch architektonisch bemerkenswert |                           | BW                                                            |
| Velemyšleves 57 (Standort)                                | Welmschlosser Mühle                                           | ehem. Welmschlosser Mühle – Velemyšleveský mlýn; urspr. die größte Mühle zwischen Chomutov und Postoloprty, etwa 300 m westlich vom Ort, heute teilweise abgerissen. |                           | BW                                                            |
| Truzenice 11, OT von Velemyšleves (Standort)              | Trusenzer Mühle                                               | ehem. Trusenzer Mühle – Truzenický mlýn; urspr. große U-förmige Mühle, 2017 durch einen Brand stark beschädigt, jetzt teilweise abgerissen. |                           | BW                                                            |
| Minice, OT von Velemyšleves (Standort)                    | Minitzer Mühle                                                | ehem. Minitzer Mühle – Minický mlýn; urspr. eine herrschaftliche Mühle in der Nähe von Schloss Minice, abgerissen (wüst) |                           | BW                                                            |
| Nehasice 2, OT von Bitozeves (Standort)                   | Nehasitzer Mühle                                              | ehem. Nehasitzer Mühle – Nehasický mlýn; urspr. eine große Mühle, jetzt ein Wohnhaus |                           | BW                                                            |
| Tatinná 29, OT von Bitozeves (Standort)                   | Mühle Tatina                                                  | ehem. Mühle Tatina – Tatinský mlýn; Mühle in der zweiten Hälfte des 20. Jahrhunderts verfallen und abgerissen, heute ist nur noch der Wirtschaftsflügel erhalten |                           | Mühle Tatina                                                  |
| Bitozeves 76 (Standort)                                   | Witoseßer Mühle                                               | ehem. Witoseßer Mühle – Bitozeveský mlýn; eine kleine Mühle am Westrand des Dorfes, jetzt Wohnhaus |                           | BW                                                            |
| Seménkovice 5, OT von Postoloprty (Standort)              | Semenkowitzer Mühle                                           | ehem. Semenkowitzer Mühle – Seménkovický mlýn; alte Mühle im Empirestil am westlichen Ortsrand |                           | BW                                                            |
| Rvenice, OT von Postoloprty (Standort)                    | Ferbenzer Mühle                                               | ehem. Ferbenzer Mühle – Rvenický mlýn; urspr. eine große Mühle westlich des Dorfes, nach 1945 verfallen und abgerissen (wüst) |                           | BW                                                            |
| Postoloprty, Wolkerova 21 (Standort)                      | Postelberger Mühle                                            | ehem. Postelberger Mühle – Postoloprtský mlýn; ehem. denkmalgeschützte barocke Rittergutsmühle mit fast vollständig erhaltener Ausstattung, verfallen und 1989 abgerissen, stand bis 1989 unter Denkmalschutz. | 43518/5-1361 Info Katalog | weitere Bilder                                                |